# Mallrats
Mallrats, auch Mallrats – Kaufhausclique in Liebesnöten,  ist eine US-amerikanische Filmkomödie aus dem Jahr 1995 von Regisseur Kevin Smith und der zweite Teil der New-Jersey-Filme.

## Handlung
Die beiden Freunde Brodie und T.S. werden am selben Tag von ihrer jeweiligen Freundin verlassen. Während die Gründe dafür bei Brodie vielfältig sind (er ist ein Comic- und Videospielfreak, der im Keller des Hauses seiner Eltern wohnt und keine Ambitionen hat), kommt die Trennung für T.S. unerwartet: Er wollte bei einem gemeinsamen Urlaub in Florida um die Hand seiner Freundin Brandi Svenning anhalten; als diese den Trip kurzfristig absagt, da ihr Vater Jared einen Ersatz für die verstorbene Kandidatin in seiner neuen Fernseh-Dateshow braucht und sie diesen Platz einnehmen soll, kommt es zum Streit und zum Beziehungsende.
Brodie und T.S. machen sich auf ins Einkaufszentrum, um sich abzulenken. Dort stellen sie fest, dass die Show von Brandis Vater (eine Herzblatt-Variante) von dort aus ausgestrahlt werden soll. Sie beschließen, die Produktion zu sabotieren, und setzen ihre Freunde Jay und Silent Bob darauf an, die dies allerdings sowieso vorhatten. In der Folge versuchen Jay und Silent Bob auf verschiedenen Wegen, die Bühne der Show zum Zusammenstürzen zu bringen, was ihnen allerdings nicht gelingt. Stattdessen werden sie vom Sicherheitsdienst verfolgt.
Zwischenzeitlich stellt Brodie fest, dass seine Ex-Freundin Rene sich mit einem Herrenausstatter eingelassen hat, den er hasst und der ihn zusammenschlägt, um ihn von Rene fernzuhalten. Als Brodie und T.S. von Brandis Vater (der T.S. nicht leiden kann) und den Sicherheitskräften aus dem Einkaufszentrum verwiesen werden, gehen die beiden zu einer Wahrsagerin, deren Aussagen T.S. dazu bringen, um seine Beziehung kämpfen zu wollen. Denselben Effekt hat auf Brodie ein Gespräch mit seinem Helden Stan Lee, der von T.S. zu diesem Zweck auf Brodie angesetzt worden war. Nachdem Jay zwei der drei Dateshow-Kandidaten außer Gefecht gesetzt hat, nehmen die beiden Freunde deren Platz ein. T.S. hält, nachdem er das Spiel einige Zeit mitgemacht hat, auf der Bühne um Brandis Hand an; diese willigt ein. Auch Brodie gewinnt seine Freundin zurück; seinen Nebenbuhler schickt er ins Gefängnis, indem er mit Jay und Silent Bobs Hilfe ein Video, das diesen beim Sex mit einer 15-jährigen zeigt, auf der Monitorwand abspielen lässt.
Am Ende werden die weiteren Schicksale der Figuren aufgedeckt: Brodie hat bei seinem Dateshowauftritt einige Fernsehproduzenten beeindruckt und übernimmt die Tonight Show, Rene ist dort sein Bandleader. T.S. und Brandi heiraten nach Beendigung des Collegestudiums.

## Kritiken
Der Film wurde von Kritikern wenig enthusiastisch aufgenommen.
James Berardinelli verglich den Film auf ReelViews mit dem ersten Film der Reihe, Clerks, und stellte fest, dass Mallrats weniger originell und weniger witzig und damit eine „leichte Enttäuschung“ („moderate disappointment“) sei.
Janet Maslin befand in ihrem Review für die New York Times, der Film habe keine richtige Handlung. Die große Entdeckung des Werks sei Jason Lee, der die Rolle des Slackers überzeugend ausfülle.

„Ein Teenie-Film mit den bekannten Zutaten, der jedoch auf recht hohem Niveau seine wilden Scherze entwickelt. Hintergrund des Films ist die alles bejahende Konsumhaltung der 90er Jahre.“

## Hintergrund
Mallrats ist der zweite von ursprünglich geplanten drei Teilen der New-Jersey-Filme. Das Studio wollte Regisseur Smith dazu bringen, die Rolle des Jay mit Seth Green zu besetzen. Smith sträubte sich dagegen, musste trotzdem ein Extracasting abhalten, an dem unter anderem Breckin Meyer teilnahm. Letztlich konnte sich Smith jedoch durchsetzen. Jared Svenning sollte nach Smiths ursprünglichen Wunsch von William Atherton gespielt werden, dieser lehnte jedoch ab, weil er meinte, Mallrats würde ein Teeniefilm werden. Für die Rolle der Tricia Jones hatte sich Jennifer Love Hewitt beworben.
Die Produktionskosten betrugen schätzungsweise 6,1 Millionen US-Dollar. Der Film spielte in den Kinos der USA ca. 2,1 Millionen US-Dollar ein. Ein Erfolg war hingegen die Videoversion; zum zehnjährigen Jubiläum des Kinostarts wurde eine Spezialedition auf DVD herausgebracht.